# 富山県立小矢部園芸高等学校
富山県立小矢部園芸高等学校（とやまけんりつ おやべえんげいこうとうがっこう、英: Toyama Prefectural Oyabe Horticultural High School）は、富山県小矢部市西中にある公立の農業高等学校。
学校規模は小規模ですが、授業や学校行事等、様々な活動を協力しておこなっている。

## 概要
砺波平野の散居村の真ん中の風光明媚な地にある。
富山県立石動高等学校の分校であり、校章も石動高校と同じである。一時期、富山県立石動高等学校小矢部分校という校名だったが、1995年（平成7年）に現校名となった。

## 設置学科
- 本科（定時制課程 昼間単位制）
  - 園芸科
- 専攻科（修業年限 2年）
  - 園芸科

## 沿革
- 1951年（昭和26年）4月1日 - 富山県立出町高等学校若林分校として、若林中学校に併設開校。
- 1952年（昭和27年）4月1日 - 本校の校名変更より、富山県立砺波高等学校若林分校と改称。
- 1960年（昭和35年）4月1日 - 学校所在地の行政区域変更により、富山県立石動高等学校若林分校に変更。
- 1963年（昭和38年）4月1日 - 富山県立石動高等学校福岡分校と合併し、生活科新設。
- 1966年（昭和41年）4月1日 - 富山県立富山産業高等学校小矢部教場と改称。
- 1967年（昭和42年）
  - 3月20日 - 農具室・収納室竣工。
  - 12月20日 - 養鶏実習室（育雛室）・温室1棟竣工。
- 1968年（昭和43年）
  - 4月1日 - 独立し富山県立小矢部産業高等学校と改称。
  - 12月10日 - 農業機械室・成鶏舎・農場管理宿泊室竣工。
- 1969年（昭和44年）
  - 3月31日 - 本社舎後館（特別教室）鉄筋3階建竣工。
  - 12月3日 - 豚舎・堆肥舎竣工。
- 1970年（昭和45年）3月31日 - 本校舎前館鉄筋3階建竣工。
- 1971年（昭和46年）
  - 3月25日 - 本校舎後館（特別教室）の延長工事、渡り廊下・暖房機械室竣工。
  - 11月15日 - 柳原農新設。
- 1974年（昭和49年）4月1日 - 富山県立小矢部産業高等学校（定時制農業科、生活科）を募集停止し、富山県立石動高等学校小矢部分校（全日制園芸科、生活科）を設置。
- 1975年（昭和50年）12月16日 - 温室（ミスト装置付）・ボイラー室竣工。
- 1977年（昭和52年）3月31日 - 富山県立小矢部産業高等学校（定時制）閉校。
- 1978年（昭和53年）4月1日 - 専攻科（造園科）設置。
- 1979年（昭和54年）3月30日 - 柳原農場基盤整備第1期工事完了。
- 1980年（昭和55年）3月31日 - 柳原農場基盤整備第2期工事完了。
- 1981年（昭和56年）3月30日 - 柳原実習棟竣工。
- 1989年（平成元年）3月29日 - 前館校舎外壁改修工事改修。
- 1994年（平成6年）4月1日 - 生活科を生活科学科に学科改編。
- 1995年（平成7年）
  - 4月1日 - 富山県立石動高等学校小矢部分校（園芸科、生活科学科、専攻科・造園科）を募集停止し、富山県立小矢部園芸高等学校（単位制・園芸科、専攻科・園芸科）に改称。
  - 9月27日 - 特別教室棟内部改修。
- 1996年（平成8年）3月25日 - 生物工学棟竣工。
- 1997年（平成9年）10月14日 - 管理教室棟内部改修（耐震補強含む）。
- 2004年（平成16年）9月17日 - 管理室棟外壁・防水改修。
- 2011年（平成23年）
  - 3月28日 - 渡り廊下耐震補強改修。
  - 12月13日 - 特別教室棟耐震補強改修。
- 2012年（平成24年）
  - 3月26日 - 管理教室棟外部改修。
  - 11月5日 - 特別教室棟外壁改修。
- 2014年（平成26年）3月7日 - 農場ビニールハウス設置。

## 部活動
- 運動部 - 陸上競技、バドミントン、卓球、バスケットボール（男）
- 文化部 - 芸術、放送、フードデザイン

## 校歌
作詞：大島文雄、作曲：森川隆之

## アクセス
- 加越能バス（若林線）「小矢部園芸高校前」停留所
- JR城端線砺波駅 → 加越能バス「小矢部園芸高校前」停留所（所要時間約12分）
- あいの風とやま鉄道線石動駅 → 加越能バス「小矢部園芸高校前」停留所（所要時間約15分）